# 트로이카 (춤)
트로이카는 러시아의 민속무용으로 여자 2명 사이에 남자 1명이 서서 3명이 조를 이루어 춘다. 이 이름은 마차를 이끄는 말 3마리를 뜻하는 단어에서 유래하였다.

## 방법
전주&간주: 발 뒤꿈치 들기 
1. 런닝스텝 16회 
2. 아치 만들기 
- a, b, c가 있다고 가정해 보자. (서는 순서: 여자-남자-여자)
- a와 b가 서로 손을 잡고 아치를 만들면 c가 그 안으로 들어간다.
- b와 c가 서로 손을 잡고 아치를 만들면 a가 그 안으로 들어간다.

3. 스탬프 12회 
- 서로 짝을 지어 cw 방향(시계 방향)으로 12회 돌고 발을 세 번 구른다.
- 이번에는 ccw 방향(시계 반대 방향)으로 12회 돌고 발을 세 번 구른다.
- 그 후 파트너를 바꾸는데 이때 남자만 앞으로 나가서 새로운 파트너와 짝이 되고

남아 있는 여자들은 런닝 스텝(사실 이 부분은 확실하지 않다)을 한다